# Barbara Wright (traductora)
Barbara Winifred Wright (13 de octubre de 1915 – 3 de marzo de 2009) fue una traductora inglesa de literatura francesa moderna.

## Primeros años
Wright nació  en Worthing, West Sussex el 13 de octubre de 1915. Después de asistir a la Escuela Godolphin en Salisbury, estudió en el Royal College of Music en Londres y se formó con Alfred Cortot en París para ser pianista. Wright enseñó en la escuela Beacon Hill de Dora Russell durante un año de 1936 a 1937. El año siguiente, en 1938 se casó con Walter Hubbard y tuvieron una hija en 1944, pero se separaron en 1957. Aunque nunca estudió formalmente la traducción, Wright creía que su trabajo como acompañante la ayudó a capturar el ritmo del texto. Su primera traducción de enorme importancia, fue la obra de teatro Ubu Roi de Alfred Jarry, lanzada en 1951 por Gaberbocchus Press.

## Traductora
Wright se especializó en la traducción de prosa poética y drama con un enfoque en la escritura surrealista y existencial francesa. Mientras trabajaba en una traducción, se sumergió en el mundo del escritor. Algunos aspectos que forman parte de su proceso de traducción fueron leer otros textos del escritor, consultar con francófonos sobre modismos franceses y, cuando fuera posible, establecer relaciones con los autores. A lo largo de su carrera, trabajó atentamente con Raymond Queneau, Robert Pinget y Nathalie Sarraute y estableciendo amistad con ellos. Además de sus traducciones, fue autora de críticas literarias y fue colaboradora habitual como revisora del Suplemento Literario Times.
Después de terminar las traducciones de dos cuentos de Queneau, el autor propuso que Wright tradujera su libro Ejercicios de estilo. El trabajo se había considerado "intraducible" por los estilos y el lenguaje únicos de escritura en francés en que se basó la obra. Confiando en su habilidad, Queneau alentó y respaldó los improvisados equivalentes ingleses de las frases en francés escrito por Wright. La traducción fue un éxito rotundo, convirtiéndose en la base para la traducción del libro a otros idiomas. En 2008 la traducción fue reconocida como una de las mejores durante un período de 50 años por la Sociedad de Autores.
En 1953, Wright ingresó en el Colegio de Patafísica, como Régente de Zozologie Shakespearienne. Fue ascendido a Satrape en 2001, un puesto que ocupó junto a Umberto Eco y Jean Baudrillard. En 1986, Wright fue nombrado Comandante de la Orden de las Artes y las Letras. También recibió dos veces el Premio Scott Moncrieff. Wright fue reconocida en 1987 por su traducción del Grabinoulor de Pierre Albert-Birot y otra vez en 1992 por The Midnight Love Feast de Michel Tournier.
Wright murió el 3 de marzo de 2009. Sus trabajos de traducción literaria se almacenan en la Biblioteca Lilly de la Universidad de Indiana. Los autores que están representados en la colección de traducciones incluyen a Jean Hamburger, Eugène Ionesco, Alfred Jarry, Pierre Lauer, Robert Pinget, Raymond Queneau, Nathalie Sarraute y Stefan Themerson . Además las correspondencias de los editores de las obras de Wright también están presentes; incluyendo Gaberbocchus Press, John Calder, Doubleday, Faber & Faber, New Directions, Atlas Press y Red Dust.

## Traducciones
- Stefan Themerson & Franciszka Themerson: (traducido del polaco con Stefan Themerson)  Mr Rouse Builds His House. 1950
- Alfred Jarry: Ubu Roi (ilustrado por Franciszka Themerson). 1951.
- Raymond Queneau: The Trojan Horse; At the Edge of the forest. 1954.
- Christian Dietrich Grabbe: Comedy, Satire. Irony and Deeper Meaning (traducido del alemán, ilustrado por Franciszka Themerson). 1955.
- Pol-Dives: The Song of Bright Misery. 1955.
- Raymond Queneau: Exercises in Style. 1958.
- Raymond Queneau: Zazie in the Metro. 1960.
- Monique Lange: The Catfish in New Writers 1. 1960.
- Fernando Arrabal: Orison; The Two Executioners; Fernando and Lis; The Car Cemetery in Plays. vol. 1 1962.
- Andrée Martinerie: Second Spring. 1962.
- Alain Robbe-Grillet: Snapshots and Towards a New Novel. 1965.
- Marguerite Duras:  The Long Absence. 1966.
- Raymond Queneau: Between Blue and Blue. 1967.
- Fernando Arrabal: Guernica; The Labyrinth; The Tricycle; Picnic on the Battlefield; The Condemned Man's Tricycle in  Plays. vol. 2. 1967.
- Raymond Queneau: A Blue Funk and Dino in French Writing Today. 1968.
- Alain Robbe-Grillet: In the Corridors of the Underground in French Writing Today. 1968.
- Raymond Queneau: The Bark Tree. 1968.
- Alain Robbe-Grillet: The Secret Room in The Penguin Book of French Short Stories. 1968.
- André Couteaux: Portrait of the Boy as a Young Wolf/My Father's Keeper. 1968.
- Alfred Jarry: The Supermale. 1968.
- Roland Dubillard: The Swallows. 1969
- Roland Dubillard: The House of Bones. 1971.
- Jean Genet (con Terry Hands): The Balcony. 1971.
- Pierre Lauer: The Suns of Badarane. 1971.
- Robert Pinget: The Libera Me Domine. 1972
- Raymond Queneau: The Flight of Icarus. 1973.
- Yves Klein: Selected Writings. (por parte). 1974
- Robert Pinget: Recurrent Melody. 1975.
- Ludovic Janvier: The Bathing Girl (revisión de la traducción por John Matthew). 1976
- Raymond Queneau: The Sunday of Life. 1976.
- Sylvia Bourdon: Love is a Feast. 1977.
- Tristan Tzara: Seven Dada Manifestoes and Lampisteries. 1977.
- Robert Pinget: Passacaglia. 1978.
- Roland Topor: Leonardo Was Right. 1978
- Herbert Le Porrier: The Doctor From Cordoba. 1979.
- Simone Benmussa: The Singular Life of Albert Nobbs. 1979
- Robert Pinget: Fable. 1980.
- Nathalie Sarraute: It is There and other plays. 1980
- Simone Benmussa: 'Appearances' in Gambit No. 35. 1980
- Muriel Cerf: 'Blitz-Fortune' en Real Life – Writers from Nine Countries Illuminate the Life of the Modern Woman. 1981
- Raymond Queneau: We Always Treat Women Too Well. 1981
- Robert Pinget: Between Fantoine and Agapa. 1982.
- Robert Pinget: That Voice. 1982.
- Nathalie Sarraute: The Use of Speech. 1982
- Nathalie Sarraute: Childhood. 1983
- Romain Gary: King Solomon. 1983
- Michel Tournier: The Fetishist and Other Stories. 1983
- Robert Pinget: Someone. 1984.
- Henri Guigonnat: Daemon in Lithuania. 1985
- Eugène Ionesco: Journeys Among the Dead. 1985
- René de Obaldia: Monsieur Klebs and Rosalie in Plays Vol. 4. 1985
- Michel Tournier: A Garden at Hammamet. 1986
- Robert Pinget: The Apocrypha. 1986.
- Pierre Albert-Birot: The First Book of Grabinoulor.1986
- Robert Pinget: Abel and Bela.. 1987.
- Michel Tournier: The Golden Droplet. 1987
- Raymond Queneau: Pierrot Mon Ami. 1987.
- Robert Pinget: Monsieur Songe with The Harness, Plough. 1988.
- Robert Pinget: A Bizarre Will. 1989.
- Elisabeth Badinter: The Unopposite Sex [Man/Woman: The One is the Other]. 1989
- Raymond Queneau: The Last Days. 1990.
- Raymond Queneau: Alfred in Journal of Literary Translation. vol. XXIII. 1990
- Liliane Siegel: In the Shadow of Sartre. 1990
- Nathalie Sarraute: You Don't Love Yourself. 1990
- Robert Pinget: The Enemy. 1991.
- Michel Tournier: Totems. 1991
- Michel Tournier: The Midnight Love Feast. 1991
- Pascal Quignard: Georges de La Tour. 1991
- Jean Genet (con Terry Hands): The Balcony. 1991
- Patrick Modiano: Honeymoon. 1992
- Jean Hamburger: The Diary of William Harvey. 1992
- Robert Pinget: Be Brave. 1994.
- Robert Pinget: Theo, or The New Era. 1994.
- Alberto Giacometti: The Dream, The Sphinx and The Death of T. in Grand Street in Space No. 54. 1995
- Coline Serrau: Lapin, Lapin. 1995
- Samuel Beckett: Eleutheria. 1996
- Jean Rouaud: Of Illustrious Men. 1996
- Nathalie Sarraute: Here. 1997
- Jean Rouaud: The World, More or Less. 1997
- Stefan Themerson: Fragments From Darkness. 1998
- Robert Pinget: Traces of Ink. 1998.
- Aude Yung-de Prévaud: Jacques & Lotha. 2000
- Simone Benmussa: Three Plays. (The Singular Life of Albert Nobbs, Appearance and The Death of Ivan Illich) en colaboración con Donald Watson 2000
- Raymond Queneau: Five Stories: Panic; Dino; At the Edge of the Forest; A Blue Funk; The Trojan Horse. 2000.
- Pierre Albert-Birot: 31 Pocket Poems. 2003
- Raymond Queneau: Introducción y comentarios con extractos de Zazie, Pierrot, yThe Flight of Icarus, en "Tolling Elves 5" febrero de 2003 para celebrar el centenario de Queneau.
- Robert Pinget: Trio (Between Fatoine and Agapa, That Voice, Passacaglia). 2005.
- Publicación del texto para la adaptación de radio de Ejercicios en estilo transmitido el 25 de diciembre de 1959 por la BBC con la introducción de Barbara Wright. 2006
- Robert Pinget: Film script: 15 Rue des Lilas. en Renouard & Kelly. 2013

Además, varias obras de teatro, libretos (tres de Mozart ), manifiestos de artistas, notas de programa de compositores, introducciones, prólogos y postdatas.